# Карл VIII (король Швеции)
Карл VIII Кнутссон Бунде (ок. 1408 — 15 мая 1470) — король Швеции с 28 июня 1448 по февраль 1457 года (1-й раз), c 9 августа 1464 по 30 января 1465 года (2-й раз), с 12 ноября 1467 по 15 мая 1470 года (3-й раз) и Норвегии с 25 октября 1449 по 14 мая 1450 года.
После восстания шведов (1434—1436) против Кальмарской унии был регентом (1438—1441).
С 1442 года Карл — наместник Выборга. В это время он приобрёл обширные феодальные владения в Финляндии, центром которых был город Турку. Однако позже Карл был вынужден перебраться в Выборг, где в качестве правителя Выборгского лена проводил независимую от короля политику.
После смерти Кристофера Баварского, 20 июня 1448 года Карл был избран королём Швеции. В ходе войн с Данией (начались в 1452 году) прибегнул к экстраординарным поборам, а также пытался провести земельную редукцию, то есть возвратить в казну ранее розданные земли, что вызвало мятеж знати, в результате чего Карл VIII трижды изгонялся из страны. Способствовал установлению в Швеции централизованной монархии.